# Rathaus (Trzcińsko-Zdrój)
Koordinaten: 52° 57′ 48″ N, 14° 25′ 41″ O

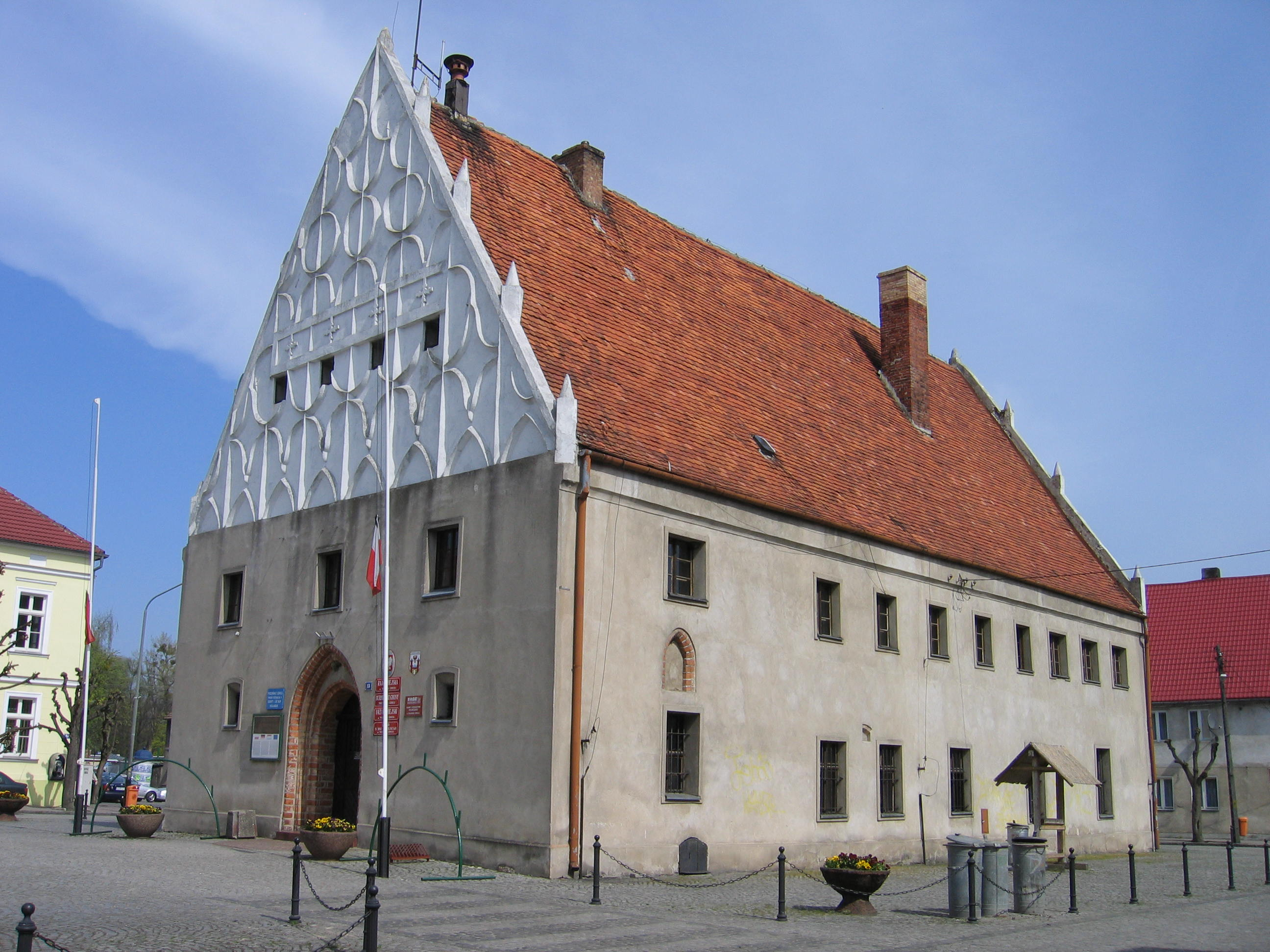
Gesamtansicht des Rathauses

Das Rathaus (Ratusz) von Trzcińsko-Zdrój (deutsch Bad Schönfließ) ist ein denkmalgeschütztes Bauwerk in der Woiwodschaft Westpommern in Polen. Es befindet sich am südlichen Ende des Marktplatzes (Rynek).

## Geschichte
Ein Vorgängerbau wurde im letzten Viertel des 14. Jahrhunderts zum Sitz des Stadtrats umgestaltet, wobei im Osten eine Markthalle angebaut wurde. Um 1500 wurden beide Gebäudeteile aufgestockt. Mitte des 16. Jahrhunderts und nach Zerstörungen des Dreißigjährigen Kriegs wurde das Rathaus umgebaut.

## Bauwerk
Das Rathaus ist ein zweistöckiger Ziegelbau. Im westlichen Teil ist es unterkellert. Die westlichen Gebäudeteile beider Geschosse tragen Kreuzrippengewölbe bzw. Netzgewölbe. Der Bau trägt ein Satteldach mit Dachreiter und Schmuckgiebel. Der dreieckige Giebel der Westfassade mit Maßwerkverzierungen und Fialen an den Kanten ist ein markantes Baumerkmal. Die ursprünglichen Fenster auf den Längsseiten waren relativ klein und wurden mit Spitz- und Dreiecksbögen geschlossen.

## Nachweise
- Jakub Szczepański: Rathäuser der polnischen Ostseeküste/Ratusze polskiego pobrzeża. Nadbałtyckie Centrum Kultury, 1996, S. 27.
- Trzcińsko Zdrój – ratusz. (polnisch)